# Майнгаузен
Майнгаузен (нім. Mainhausen) — громада в Німеччині, знаходиться в землі Гессен. Підпорядковується адміністративному округу Дармштадт. Входить до складу району Оффенбах.
Площа — 17,92 км2. Населення становить 9503 ос. (станом на 31 грудня 2020).